# 黄花荁
黄花荁（学名：Viola moupinensis var. lijiangensis）为堇菜科堇菜属荁的变种。分布于中国大陆的云南等地，生长于海拔2,000米的地区，一般生于溪边草地，目前尚未由人工引种栽培。